# Chalets de Pormenaz

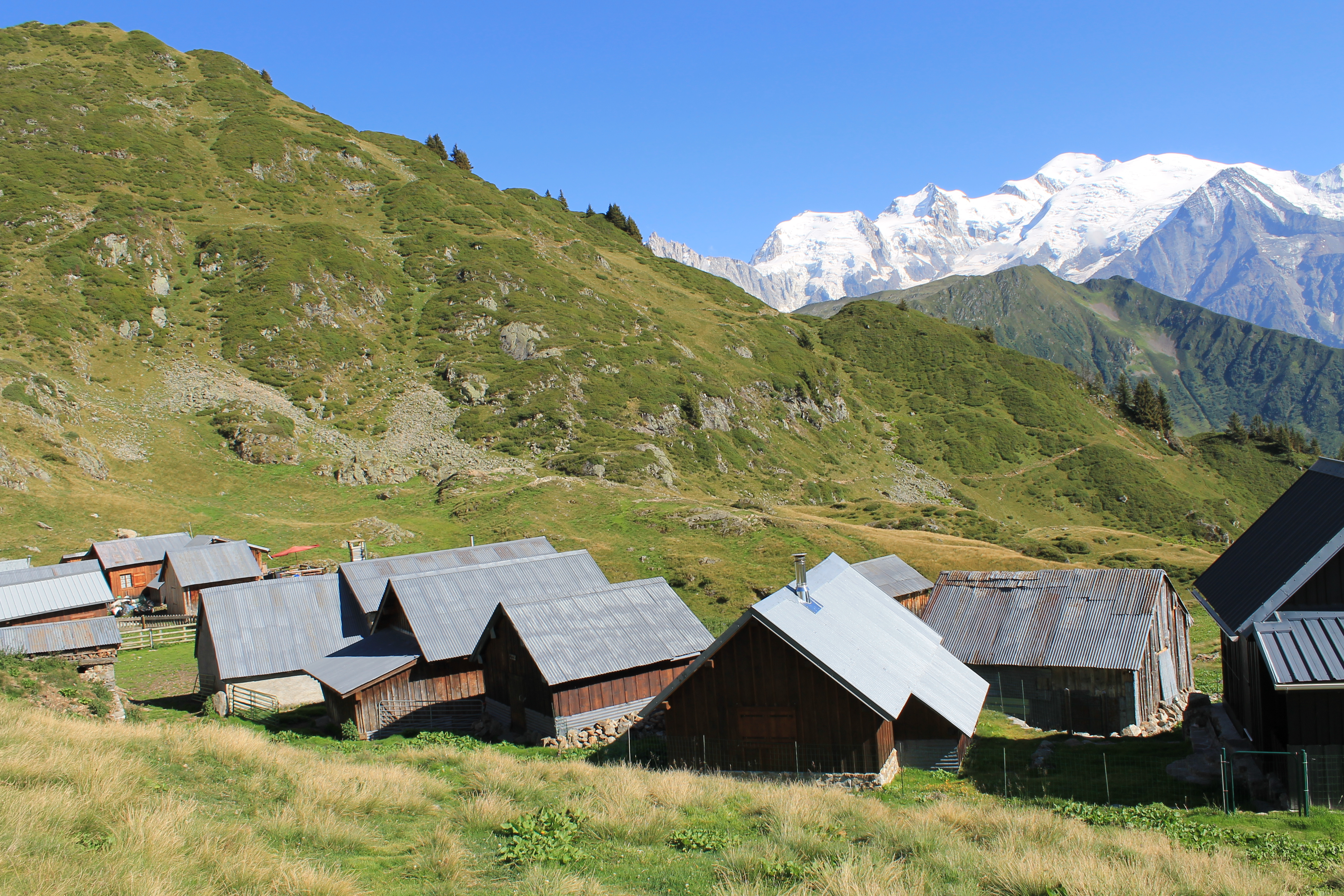
Chalets de Pormenaz, 2012

Die Chalets de Pormenaz sind eine Almsiedlung im Gebiet der französischen Gemeinde Servoz auf 1945 m Höhe und liegen am Westhang der Aiguille Noire de Pormenaz. Sie sind erreichbar über einen Bergwanderweg von Servoz. Die Alm wird heute im Sommer als Schafweide genutzt.